# Pete McCaffrey
Pour les articles homonymes, voir McCaffrey.
Pete McCaffrey, de son vrai nom John Paul McCaffrey, né le 24 janvier 1938 à Tucson, en Arizona et mort le 4 mars 2012, est un ancien joueur américain de basket-ball. Il évolue au poste d'ailier.

## Palmarès
- Champion olympique 1964